# Paradexamine micronesica
Paradexamine micronesica is een vlokreeftensoort uit de familie van de Dexaminidae. De wetenschappelijke naam van de soort is voor het eerst geldig gepubliceerd in 1978 door Ledoyer.